# Euporus illaesicollis
Euporus illaesicollis là một loài bọ cánh cứng trong họ Cerambycidae.